# TALISMAN

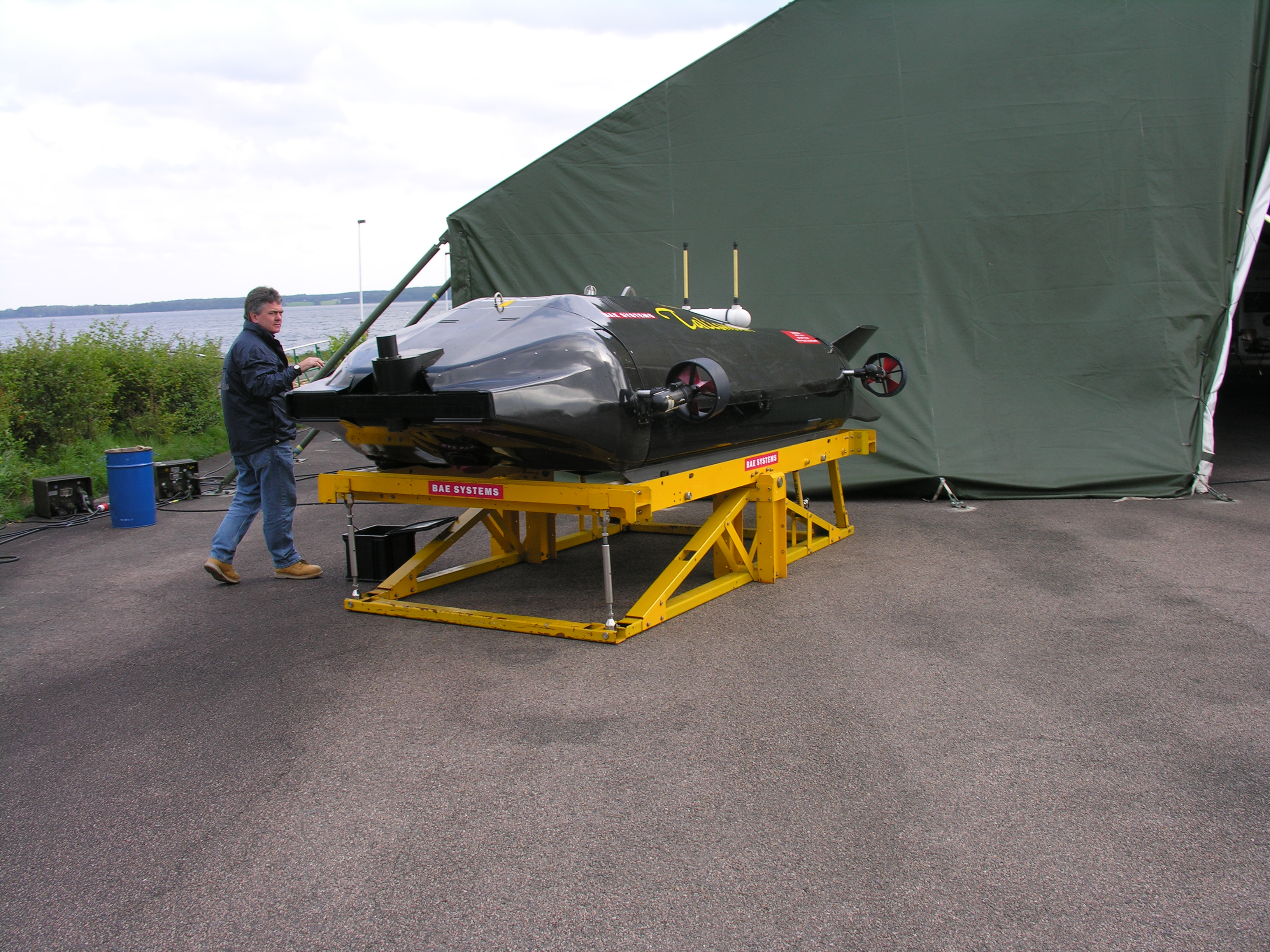
UUV Talisman від BAE System

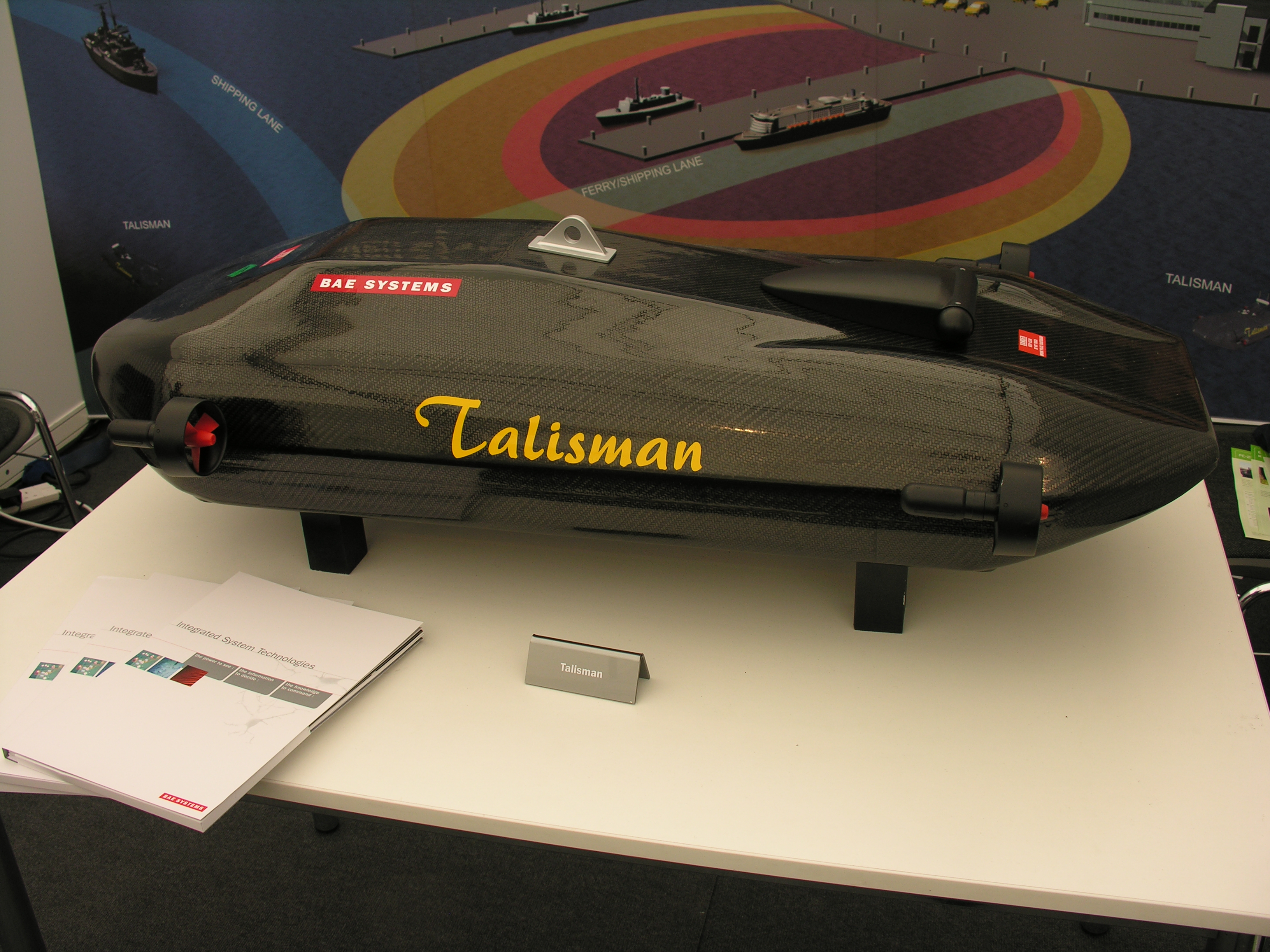
Модель UUV Talisman BAE System

Talisman — автономний підводний апарат, розроблений компанією BAE System. Призначений для досліджень світового океану, може застосовуватися у військових цілях.
Оснащений 4 рушійними гвинтами, розташованими на поворотних консолях.

## Виконувані завдання
Talisman може забезпечувати виконання різних завдань:
- Гідрографічні дослідження
- Протимінні операції
- Забезпечення безпеки портів
- Моніторинг стану оточуючого середовища
- Пошукові та рятувальні операції
- Рибопромислові операції
- Наукові експерименти і спостереження